# Eldon River
Der Eldon River ist ein Fluss im Westen des australischen Bundesstaates Tasmanien. 

## Geografie
Der rund 21 Kilometer lange Eldon River entspringt im Ostteil der Eldon Range im Südwesten des Cradle-Mountain-Lake-St.-Clair-Nationalparks und fließt zunächst nach Nordwesten. Er beschreibt dann einen Halbkreis um das Gebirge und fließt schließlich am Westrand des Nationalparks nach Süden, wo er an der Nordspitze des Lake Burbury zusammen mit dem South Eldon River den King River bildet.
Der Eldon River war ein Bezugspunkt für die Spuren der frühen zwanzigsten Jahrhunderts in der Region.